# ものづくり

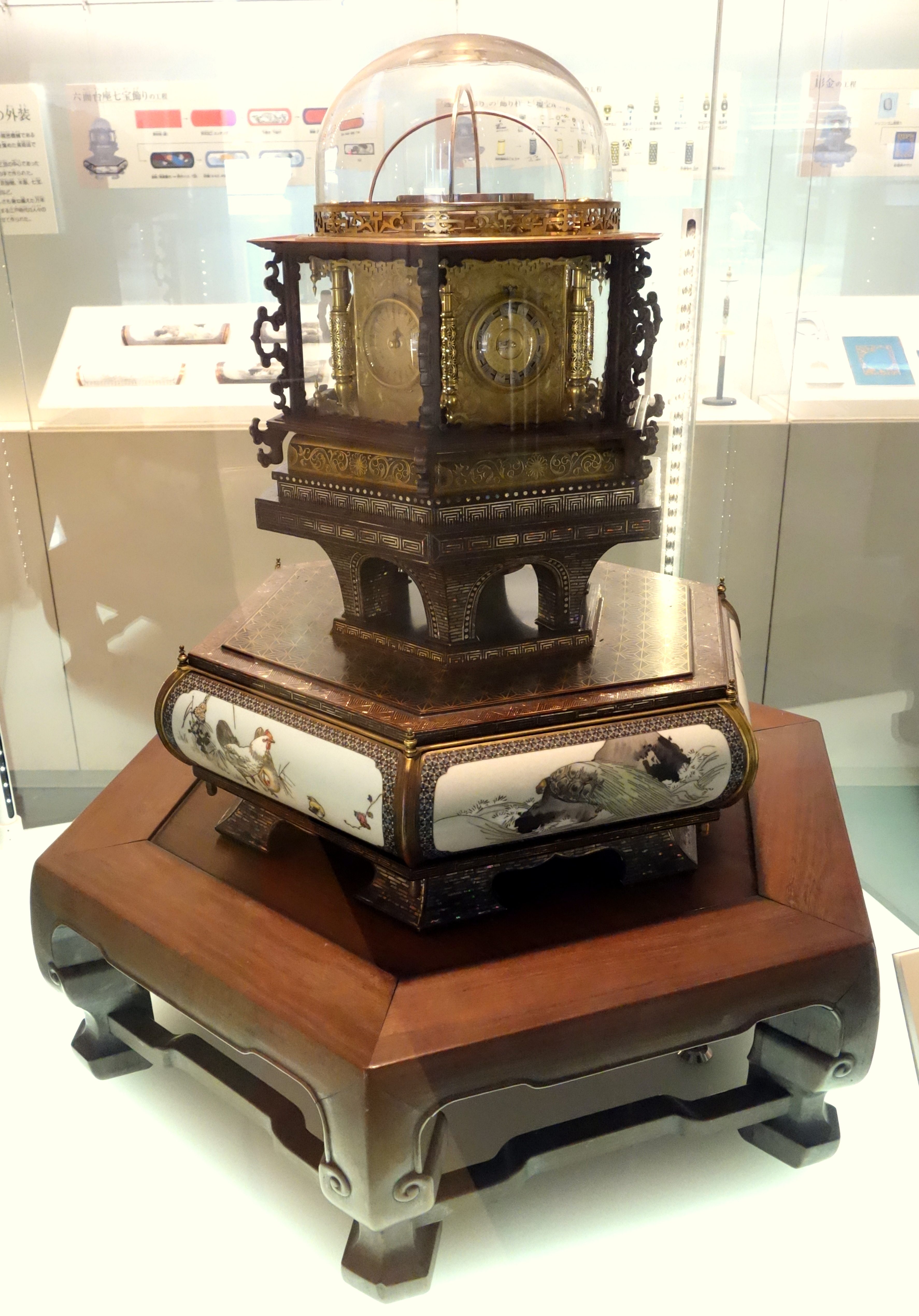
万年自鳴鐘
田中久重作(1851年)
江戸期の和時計の最高傑作。非常に高度で創造的な技術がふんだんに使われている。

ものづくり、あるいは物作り、ものつくりとは、物を作ること。特に、熟練した技術者が極めて細かく巧みな物を作ること、小正月の行事で農作の飾り物を作ること（御作立）、田や畑を作ること、耕作。1990年代後半から企業やマスメディアの間で急速に使われるようになった。モノづくりとも表記される。

## 解説
「物作り（ものづくり・ものつくり）」は、日本の製造業とその精神性や歴史を表す。現在の日本の製造業の繁栄は、日本の伝統文化、固有文化に源を発するという史観である。大和言葉であるが、生産や製造を意味する言葉として盛んに使われるようになったのは最近のことである。
この言葉は、普通は製造業やそこで使われる技術、人々のことを指す。単純作業での製造ではなく特に職人などの手による高度な製造の場合にこういった表現を用いられることが多い。似たような言葉に生産技術や製造技術という言葉もあるが、これらは明治期に西洋のIndustrial Engineeringを訳した言葉であり、西洋文明から入ってきたというイメージを強く感じさせる言葉である。優れたものは海外から、という雰囲気がある。一方「ものづくり」は大和言葉である。あえて古い言葉を当てることで、日本における製造業の歴史性を強調する意図があり、この場合の「もの」とは鉄を意味するという説もある。
日本の製造業は海外から入ってきた技術だけで成り立っているのではなく、日本の伝統技術の延長上に現代の製造業がある、という認識で使われるのが「ものづくり」という言葉である。
ものつくり大学はこの考え方を多く取り入れているが、大学名はものつくりとなっている。

## ものづくりの歴史
「ものづくり」は大和言葉であるが、生産や製造を意味する言葉として盛んに使われるようになったのは最近のことである。
1980年代以降、単純な製造作業の拠点は中国などに移り、おりしもITブームや財テクが流行り、日本の製造業には3Kに代表される工場で油にまみれる作業のネガティブな印象が強かった。しかし、1990年代後半から自動車産業を筆頭に、日本の製造業が復活を遂げた。そこで、日本の製造業が集約型単純労働ではなく、より高度で精神性の高い技術活動であるとの認識が生まれ、製造業をポジティブなイメージで捉える言葉として「ものつくり」という表現が使われるようになった。現在の日本の製造業の繁栄は、日本の伝統文化に源を発するという考え方である。
1999年3月19日にものづくり基盤技術振興基本法が公布されると、企業やマスメディアの間でも広く使われるようになったのである。

## 企業における「ものづくり」
1990年代後半から、日本の製造業の強さは日本の伝統文化、あるいは固有文化に源を発するという考え方が広まった。そこで企業のポリシーを技術の高さではなく、より精神的、歴史的なもので表すことが広まった。最近よく見られる「○○ウェイ」というのがそれである。
- ものづくりウェイ 日立金属
- トヨタウエイ
- アイシンウエイ
- コマツウエイ